# Побоїщне
Побо́їщне (рос. Побоищное) — присілок у складі Нюксенського району Вологодської області, Росія. Входить до складу Нюксенського сільського поселення.

## Населення
Населення — 6 осіб (2010; 20 у 2002).
Національний склад (станом на 2002 рік):
- росіяни — 90 %